# Century Vox
La Century Vox è stata una etichetta discografica italiana attiva durante i primi anni 1990, che ha fortemente contribuito alla prima esplosione di interesse per l'hip hop italiano.

## Storia
Nata nel 1991 come etichetta per la distribuzione di produzioni underground della scena bolognese, ha testimoniato con le sue pubblicazioni il fenomeno delle cosiddette posse che si fecero notare nei primi anni '90 soprattutto grazie alla bolognese Isola Posse All Stars. Per la Century Vox hanno pubblicato molti degli artisti hip hop italiani più apprezzati, a partire appunto dalla hit Stop al panico dell'Isola Posse, andando poi ai celebri Sangue Misto, i Sa Razza, Speaker Dee Mo, i Sud Sound System, gli O.T.R., i Devastatin Posse, Papa Ricky ed altri.
La nascita concretizza le esperienze maturate in diversi luoghi di aggregazione giovanile a Bologna, come il circolo giovanile "Riverside" al quartiere Barca, il "Soweto" a Casteldebole, la Biennale 88 ed infine il centro sociale autogestito Isola del Kantiere (o Isola nel Kantiere). La necessità di esprimere nuovi valori della scena musicale italiana fu concretizzata da lavori di respiro nazionale come i brani Stop al Panico dell'Isola Posse e Fuecu del Sud Sound System, che ancora oggi spiccano per quella che fu l'intuizione di utilizzare la commistione tra la tecnica compositiva del Cut-Up e del campionamento e i contenuti di forte impegno sociale, utilizzando per comunicare il linguaggio del quotidiano e quindi anche il dialetto, rendendo accessibile a tutti la possibilità di esprimersi. "Stop al Panico" parlava del clima cittadino dopo la "Strage del Pilastro", mentre i lavori dei Sud Sound System ancora oggi portano il dialetto come forma espressiva preponderante.
La Century Vox, spinta dal successo delle posse di cui si prendono cura addirittura convegni universitari promossi dallo studioso Georges Lapassade, propose per la prima volta espressioni provenienti da spazi sociali autogestiti, considerati fino ad allora dei veri ghetti culturali, che da quel momento in avanti furono in grado di richiamare l'attenzione anche dei media.
La Century Vox ha partecipato alla trasmissione Avanzi ed ha curato la pubblicazione dell'album omonimo (1991). Un artista della Century come Papa Ricky fu raccontato dal regista Renato De Maria in un film di Rai 3 dedicato alla sua vita. Lo stesso anno (1992) tutta la Century partecipò all'annuale edizione del festival di Santarcangelo di Romagna, i Sud Sound System vennero premiati come gruppo dell'anno al Festival di Recanati mentre lo stesso Papa Ricky parteciperà nel 1993 alla colonna sonora del film di Gabriele Salvatores Sud.
L'ultimo suo lavoro conosciuto rimane uno dei cardini dell'hip hop italiano: SxM dei Sangue Misto. La Century Vox ha portato, in seguito, la propria esperienza all'interno del Link Project di Bologna, creando il laboratorio di produzione musicale "Mixtophonico Lab".

## Discografia
- 1991: Isola Posse All Stars - Stop al Panico/Stop War (12", IP001)
- 1991: Sud Sound System - Fuecu/T'a Sciuta Bona (12", CVX 001)
- 1991: Speaker Dee Mo & DJ Gruff - Sfida il Buio/Questione di Stile (12", CVX 002)
- 1991: Rokko e i Suoi Fratelli/Avanzo/Carrie D - Avanzi (MLP, Oltre Il Giardino OG 001)
- 1992: Papa Ricky - Lu Sole Mio/Comu t'a' Cumbenato (12", CVX 003)
- 1992: Fuckin' Camels'n Effect & DJ Fabri - Slega la Lega/Gara Dura (12", CVX 004)
- 1992: Sud Sound System (Treble/Gigi D) - Reggae Internazionale/Punnu Ieu (12", CVX 005)
- 1992: Sud Sound System (Don Rico/Papa Gianni) - Chiappalu/Turcineddhri (12", CVX 006)
- 1992: Sa Razza - In Sa Ia/Castia in Fundu (12", CVX 007)
- 1992: Devastatin' Posse - Telecommando/Pensiero Armato (12", CVX 008)
- 1992: O.T.R. - Ragga no Droga/Credi (12", CVX 009)
- 1992: Isola Posse All Stars - Passaparola (12", CVX 010)
- 1992: Fondamentale! Vol. 1 (LP, CVX 472898)
- 1993: Nando Popu - All'Infiernu/Mamma li turchi (12", CVX 659121)
- 1993: Bisca & 99 Posse & Almamegretta - Sottattacco dell'idiozia (12", CVX 659133)
- 1993: Lion Horse Posse - Ancora fuori (Mini LP, CVX 659120)
- 1993: DJ Gruff - Rapadopa (LP, CVX 475641)
- 1994: Otierre - Quando meno te L'aspetti (12", CVX 011)
- 1994: DJ Gruff - La musica (12", CVX 012)
- 1994: Otierre - Heey!/Dei colori (12", CVX 013)
- 1994: Bomba Bomba - Stop/I.C.A. (12", CVX 014)
- 1994: Sangue Misto - Senti come suona (12", Crime Squad SQUAD 016)
- 1994: Otierre - Quel sapore particolare (LP, CVX 475899)
- 1994: Sangue Misto - SxM (LP, Crime Squad SQUAD 018)
- 1995: Sangue Misto - Cani sciolti/Solo mono (12", Crime Squad SQUAD 034)